# Snipes (phim)
Snipes là một bộ phim chính kịch Mỹ năm 2001 do Rich Murray đạo diễn và có sự tham gia của Nelly và Dean Winters. Đây là phim điện ảnh đầu tay của Murray.

## Diễn viên
- Sam Jones III trong vai Erik
- Zoe Saldana trong vai Cheryl
- Nelly trong vai Prolific / Clarence
- Dean Winters trong vai Bobby Starr
- Rashaan Nall trong vai Floyd
- Schoolly D trong vai Tony
- Joel Garland trong vai Ceaser
- Mpho Koaho trong vai Malik
- Victor Togunde trong vai Midas
- Carlo Alban trong vai Bugsy
- Rich Heidelberg trong vai Donnie
- Frank Vincent trong vai Johnnie Marandino
- Charli Baltimore trong vai Trix
- Johnnie Hobbs Jr. trong vai Mr. Triggs

## Đón nhận
Phim có 25% đánh giá trên Rotten Tomatoes. Michael Sragow của The Baltimore Sun đã trao cho bộ phim một ngôi sao rưỡi.